# Trehörnasjön, Småland
Trehörnasjön är en sjö i Tingsryds kommun i Småland och ingår i Mörrumsåns huvudavrinningsområde. Sjön är 1,8 meter djup, har en yta på 0,265 kvadratkilometer och befinner sig 140 meter över havet. Vid provfiske har abborre, gädda, mört och sutare fångats i sjön.

## Delavrinningsområde
Trehörnasjön ingår i det delavrinningsområde (626605-143863) som SMHI kallar för Rinner till Utloppet av Åsnen. Medelhöjden är 148 meter över havet och ytan är 32,12 kvadratkilometer. Det finns inga avrinningsområden uppströms utan avrinningsområdet är högsta punkten. Avrinningsområdets utflöde Mörrumsån (Åbyån) mynnar i havet. Avrinningsområdet består mestadels av skog (45 %). Avrinningsområdet har 150,34 kvadratkilometer vattenytor vilket ger det en sjöprocent på 30,8 %.